# 스테가나
스테가나(捨て仮名, すてがな)는 일본에서 가나의 표기를 'ぁ'와 같이 작은 글자로 표하는 것을 지칭하는 인쇄 용어이다. '고가키 모지(小書き文字: 작게 쓴 문자)', '쇼모지(小文字: 소문자)' 등으로도 부른다. 주로 요음과 촉음을 표현하는 경우(민간에서 장음 등을 표현할 때도 사용)와 오쿠리가나(送り仮名)·소에가나(添え仮名)인 것을 명시하는 경우에 사용되는데, 후자는 일반적이지 않다.
비슷한 용어인 '고가키노 가나(小書きの仮名: 작게 쓴 가나)'가 '보디 사이즈(body size)를 작게 취한 가나 서체'라는 의미로 사용되고 있고, '소문자'는 유럽 문자(그리스 문자·로마자·키릴 문자)를 지칭하는 말로 사용되고 있어 혼동하기 쉽다. 따라서 이런 혼란을 피하기 위해 '스테가나'라는 용어가 일본 출판계에서 사용되고 있다.
일반적으로 앞 글자의 오른쪽 아래로 늘어서듯이 쓰기 위해, 세로쓰기에서는 오른쪽에 치우쳐 쓰되, 앞 글자와 공간을 좁힐 경우 위쪽으로도 더 붙여 쓴다. 또한 가로쓰기에서는 아래쪽에 치우쳐 쓰되, 앞 글자와 공간을 좁힐 경우 왼쪽으로도 더 붙여 쓴다.

## 쓰임
- 일본어의 표기.
  - 단독으로 1모라를 구성하지 않는 경우.
    - 'ぁ ぃ ぅ ぇ ぉ ゃ ゅ ょ ゎ' 등은 요음이나 그것과 유사한 것을 표기할 때, 그 모라 안에서 두 번째로 쓰는 글자로 사용된다.

  - 단독으로 1모라를 구성하는 경우.
    - 'っ'는 촉음으로 쓰인다.
    - 민간에서는 요음(또는 요음과 유사한 발음)이 아닌데도 모음을 스테가나로 쓰는 경우도 있다. 이 경우 단독으로 1모라를 구성한다. 그 경우는 다음과 같다.
      - 장음의 제2자로 쓰기도 한다(예: あぁ). 이 때의 스테가나는 단독으로 1모라를 구성하지만 1음절을 구성하지는 않는다.
      - 모음들이 이어질 경우(예: サイ sai), 뒤에 오는 모음을 스테가나로 적기도 한다. 특히 외래어의 표기에서 많은데, 스테가나로 쓰인 모음은 원어에서 음절 핵을 이루지 않는 모음인 경우가 대부분이다. 이 경우 요음과 혼동되는 경우가 많으니 일본어 내에서는 사용을 자제하는 것이 좋다. #스테가나를 사용할 때 종종 발생하는 혼란 섹션 참조.

    - ヶ는 본래 한자의 일종이었는데 가나화 된 글자로 ケ와 구분하기 위해 스테가나로 적는 경우가 많다. ゖ는 ヶ에서 유추된 히라가나이나 잘 쓰이진 않는다.
    - ヵ는 ヶ에서 응용이 된 것으로, 'カ [ka]'로 발음되는 경우에 사용된다. ゕ는 ヵ에서 유추된 히라가나이나 잘 쓰이진 않는다.
    - の나 り와 같은 조사나 오쿠리가나 등을 일부러 스테가나로 쓰는 경우도 있다. 이 경우 전산에서는 스테가나용 문자가 없는 경우가 많아서 글씨 크기를 조절함으로써 표현하는 경우가 일반적이다[1].
- 아이누어 등 일본어가 아닌 언어의 표기를 가나로 하는 경우[2]: 기본적으로 일본어에서 사용하는 표기 방식에 의거하여 스테가나를 사용한다. 다음의 경우는 일본어의 표기에서 사용되지 않는 특이한 경우이다.
  - [ai̯]와 같은 복모음을 적을 때 음절 핵이 아닌 모음을 작은 글씨로 쓰기도 한다. 이것은 일본어의 표기에서 민간에서 사용하는 것과 유사하다.
  - 자음으로 시작하는 문자(예: ク)를 스테가나로 써서, 음절 내의 종성(final consonant)을 표기하는 데에 사용하기도 한다. 주로 う단의 문자를 사용한다.
    - 'っ'는 촉음이 아니라 [t] 종성을 표기하는 데에 사용하기도 한다.

### 스테가나를 사용할 때 종종 발생하는 혼란
일본어에서는 민간에서 스테가나를 요음(또는 그와 유사한 발음)이나 촉음이 아닌데도 아니어도 스테가나로 적는 경우가 있다. 이 경우 종종 혼란을 일으키기도 한다.
예컨대 トゥ·ドゥ는 일반적으로 [tɯ]·[dɯ]로 발음되지만, 민간에서 종종 영어 등 외국어의 [toʊ̯]·[doʊ̯] 발음을 표기할 때도 사용한다. . 이 경우 발음은 다른데 표기가 같기 때문에, 독자는 발음이 무엇인지 몰라 혼란스러워할 수 있다.

## 스테가나를 쓰지 않는 경우
간혹 스테가나를 쓰지 않고 보통 글씨의 가나로 표기하는 경우가 있다. 이때 독자는 문맥에 따라 짐작을 하여 본래 그 글자가 스테가나인지 아닌지 판단해야 한다.
아래는 스테가나를 사용하지 않는 경우이다.
- 후리가나에 쓸 경우: 인쇄에서는 후리가나에 스테가나를 쓰지 않는 게 원칙이다. 후리가나는 기본 크기도 매우 작은 글씨로 표기되는 경우가 많기 때문에, 그보다도 더 작은 글씨를 쓰기가 곤란하기 때문이다. 그러나 워드 프로세서나 컴퓨터 조판(DTP)에서는 후리가나에도 스테가나를 쓰는 것이 많아지고 있다.
- 역사적 가나 표기법에 따라 쓸 경우: 원래 일본어 표기에서는 스테가나가 따로 존재하지 않았다. 따라서 독자들은 문맥에 따라 요음·촉음 여부를 판별해야 했다. 태평양 전쟁이 끝난 직후까지만 해도 외래어를 제외한 일본어의 한어(漢語)나 고유어에서는 스테가나를 쓰지 않는 게 원칙이었다. 현대에도 역사적 가나 표기법에 따라 일본어를 표기할 때에는 스테가나를 쓰지 않는 게 일반적이다(외래어는 예외적으로 스테가나 인정).
- 1988년 이전의 법령문에는 스테가나를 쓰지 않았다. 1988년까지는 당시 이미 태평양 전쟁 이후의 어문 규정(신자체 한자, 현대 가나 표기법, 문어 폐지)을 준수하여 법령문을 작성하였으나, 유독 스테가나만 도입하지 않았다. 1988년에 〈법령에 관한 유음 및 촉음에 쓰이는 ‘や·ゆ·よ·つ’의 표기에 관하여(法令における拗音及び促音に用いる「や・ゆ・よ・つ」の表記について)〉가 반포되면서 그때부터 법령에서도 스테가나가 사용되기 시작하였다.
- 그 밖에 고유명사에서 큰 글씨를 사용하는 것을 고집하는 경우: 예를 들어 캐논 사의 가나 표기는 キャノン이 아니라 キヤノン으로 하고, 발음만 キャノン처럼 한다.